# Lazaro Expósito Canto
Lázaro Fernando Expósito Canto (Caibarién, 1955) è un politico cubano, membro del comitato centrale del Partito Comunista di Cuba e segretario del Partito della provincia di Santiago di Cuba.